# 水野祐樹
水野 祐樹（みずの ゆうき、1980年9月11日 - ）は、日本の俳優。

## 人物
- 兵庫県神戸市出身。
- 神戸学院大学卒業。
- 大学在学中にカナダのマギル大学夏期英語研修に参加。
- 高校・大学時代は、劇団東俳大阪に在籍。

- 2009年1月 KOMEDIA映画社主催第2回『撮影やめろ』ラトビア映画祭参加
- 2014年から兵庫県香住町観光大使
- 2014年からオムニバスバカ映画鉄ドンに監督参加
- 2016年2月 ゆうばり国際ファンタスティック映画祭 ファンタランドイベント賞に、映画「フールジャパン鉄ドンへの道」の監督として参加
- 2016年 カンヌ国際映画祭ショート部門にミズノ役で参加の映画「ミズノの帰還」が選出
- 2017年3月 ゆうばり国際ファンタスティック映画祭 ファンタランド市民賞に、映画｢大怪獣ちゃらんぽらん祭り 鉄ドン」の監督として参加
- 2018年3月　ゆうばり国際ファンタスティック映画祭　映画「おとな鉄ドンシャバダバ無法地帯」の監督として参加
- 2018年7月　富川国際ファンタスティック映画祭に猿人役で参加の映画「2001：ａ　ｓｐａｃｅ　ｏｄｙｓｓｅｘ」が選出
- 2019年3月　ゆうばり国際ファンタスティック映画祭　映画「マイルド鉄ドン～アホな子バカな子マヌケな子」監督として参加
- 2020年9月　ゆうばり国際ファンタスティック映画祭　映画「みんな！鉄ドンだよ！」監督として参加

## 出演

### 舞台
- 1999年 劇団東俳大阪「王子と乞食」 - イーザリー 役
- 2005年 東京演劇武装戦線「RhythmII」 - 京平 役
- 2006年 東京演劇武装戦線「RhythmIII」（銀座小劇場）
- 2006年 「ナース服を脱がさないで!みねうち外科医院」 - 秋葉系 役
- 2009年 「ラママジャングル」
- 2011年 劇団男魂「男舞」

### テレビ
- 2001年 NHK「バブル」
- 2005年 日本テレビ「バリオク!」 第1回
- 2005年 ABC「刑事部屋」
- 2005年 EX「ビートたけしのTVタックル」
- 2005年 EX「牟田刑事官VS終着駅の牛尾刑事そして事件記者・冴子」
- 2009年 CATV「イグアノタイム」
- 2014年 サンテレビ「BULL ROCK TV」 第45回 - ゲスト
- 2015年 サンテレビ「BULL ROCK TV」第71回 - ゲスト
- 2015年 KBS京都「ショート・ショウ2」 第1話・第3話 - 岡部 役
- 2021年 サンテレビ「惑星スミスでネイキッドランチを」第8話 - 拉致男役
- 2022年　J:COMチャンネル「LIVEニュース大阪」ゲスト出演　9月23日放送分
- 2022年　J:COMチャンネル「LIVEニュース兵庫」ゲスト出演　11月25日放送分

### 映画
- 2007年 「オリヲン座からの招待状」
- 2008年 「平凡ポンチ」
- 2008年 「ミスターアメリカ」 - 長野大輔 役
- 2008年 「憂い、夏のこと」
- 2008年 「未来の花嫁」（響映画社） - 主演
- 2008年 「ボクと天使とあの夏ノおもひで。」 - 柏木照 役
- 2009年 「ちちり-現-」 - 椴松太一 役
- 2009年 「ハイキック・ガール!」
- 2009年 「ヘッドバット」 - 主演
- 2009年 「アオゾラ」 - 智也 役
- 2009年 「PASSENGER」 - 主演
- 2009年 「さくらな丘」 - 主演：黒野 役
- 2009年 「Short Hair」 - 向井 役
- 2009年 「関西の犬」 - 主演：マサ 役
- 2009年 「死神カウンセラー」 - 死神 役
- 2009年 「ちちり-哀-」 - 笠松幸太郎 役
- 2009年 「春を待っている」 - 雪風　役
- 2009年 「ぱんちばぁすでい」 - 田所聡志 役
- 2011年 「オードリー」 - 宮本先生 役、ゆうばり国際ファンタスティック映画祭参加、ぴあフィルムフェスティバル神戸観客賞、田辺弁慶映画祭参加東京国際映画祭チェアマン賞
- 2012年 「僕の中のオトコの娘」 - 意地悪社員 役、モントリオール世界映画祭招待作品
- 2013年 「閲覧注意!激ヤバ!本当に怖〜い話2」オムニバスショートホラー　「峠の日本兵」　翔役
- 2014年 「信じる者は、儲かる？！」インド人　ラジャ役　48 Hour Film Project（大阪）参加作品
- 2014年 「フールジャパン ABC・オブ・鉄ドン」 - F　監督・出演ゆうばり国際ファンタスティック映画祭参加等多数
- 2015年 「フールジャパン 鉄ドン危機一発」 - げら　監督・出演、ゆうばり国際ファンタスティック映画祭参加等多数
- 2015年 「マッドガール 怒りのデス・ノート」 - 鴨田 役
- 2015年 「嘲笑の空」主人公の夫　五郎役
- 2016年 「フールジャパン 鉄ドンへの道」 - 珈琲道　監督・出演、ゆうばり国際ファンタスティック映画祭ファンタランドイベント賞
- 2016年 「ミズノの帰還」 - 主演：ミズノ役、カンヌ国際映画祭ショート部門選出
- 2016年 「何も成し遂げず死ぬこと」 - 主演：白神 役
- 2017年 「大怪獣ちゃらんぽらん祭り 鉄ドン」 - 宇宙魚人ペリッツ 監督、ゆうばり国際ファンタスティック映画祭ファンタランド市民賞、メキシコFeratum映画祭　外国長編映画グランプリ受賞
- 2017年 「ERASER WARS」-ブルース役、ゆうばり国際ファンタスティック映画祭チョイス部門選出、富川国際ファンタスティック映画祭参加 短編傑作選、キネコ国際映画祭 ティーンズフィルム部門グランプリ
- 2017年 「未来世紀アマゾネス」 - 田中 役
- 2017年 「未来戦士アマゾネス」 - 田中 役
- 2017年 「ハードコア・オブ・ザ・デッド レイプゾンビ外伝」 - アキバ帝国：占部 役
- 2018年 「ブレインウォッシュ 洗脳」-西堀役
- 2018年 「ユーズレス～捨てられた人々～」変態男役　48 Hour Film Project（大阪）参加作品
- 2018年 「おとな鉄ドンシャバダバ無法地帯」-Delight 監督・出演、ゆうばり国際ファンタスティック映画祭参加
- 2018年 「2001: A space odysSEX」-猿人役、富川国際ファンタスティック映画祭参加
- 2019年「さんさん」-主演：田所役　主題歌担当
- 2019年 「マイルド鉄ドン〜アホな子バカな子マヌケな子」-「FIRE」監督・出演「ホラ貝」監督・出演、ゆうばり国際ファンタスティック映画祭参加
- 2019年 「宮田バスターズ（株）」店長役 カナザワ映画祭 、門真国際映画祭、下北沢映画祭、ながおかインディーズムービーコンペンティション、うえだ城下町映画祭、神戸インディペンデント映画祭参加
- 2020年 「れいこいるか」ホテルマン役
- 2020年 「はにかみレモン」　主演：保険外交員役　48 Hour Film Project（大阪）参加作品
- 2020年 「みんな！鉄ドンだよ！」-「チェイス」　監督・出演、ゆうばり国際ファンタスティック映画祭参加
- 2021年 「神さま、わたしの鉄道をまもって。〜三木の紅龍伝説〜」志染役
- 2021年 「宮田バスターズ(株)-大長編-」マエカワ役　　福岡インディペンデント映画祭特別先行試写、TOHOシネマズ・ピックアップシネマvol3、沖縄国際映画祭特別招待作品

- 2021年 「アキレスは亀」警察官役　　神戸インディペンデント映画祭参加、福岡インディペンデント映画祭参加

- 2021年 「Song For The Loser」ベトナム人役　　横浜インディペンデントフィルムフェスティバル2021 ジャック＆ベティ賞受賞

- 2022年 「スペースクライングフリーセックス」チャーリー役
- 2022年 「ヒプノシス」柿本忠役　　ゆうばり国際ファンタスティック映画祭参加、田辺弁慶映画祭参加
- 2022年 「おでのみりょく」頭洲ふさほ役　48 Hour Film Project（大阪）参加作品　作品賞3位/観客賞2位/最優秀監督賞/最優秀美術賞
- 2022年 「帰ってきた宮田バスターズ(株)」マエカワ役
- 2023年 「SAKAI～約束の地へ」雑兵　大門役
- 2023年 「Amour」主人公の父親　徹役
- 2023年 「ぼくならいつもここだよ」主人公の父親　加登寛役
- 2023年 「アルパカと眠りたい」ノジマ役     神戸インディペンデント映画祭参加
- 2023年 「E.P.」監督・主演     神戸インディペンデント映画祭参加、四日市映画祭参加、ラピススマイル映画祭ラスベリー賞受賞
- 2023年 「虹のかけら」　間山役
- 2023年 「ヴァンパイアハンター・ザビエル」　セイメイ役　48 Hour Film Project（大阪）参加作品　観客賞1位/最優秀メイクアップ賞/最優秀美術賞
- 2024年 「CASE-BY-CASE」主人公の父親　堂々昌役
- 2024年 「恋愛行進」　主演：牧宏役　48 Hour Film Project（大阪）参加作品
- 2024年 「プレゼント」　主演：汐崎正太郎役　48 Hour Film Project（福岡）参加作品
- 2024年 「あいもかわらず」　主演：間山役
- 2025年 「追い詰められた野獣」　主演：斉藤役　48 Hour Film Project（東京）参加作品　観客賞2位
- 2025年 「休日は、時めく喫茶店で。」　主演：岡崎秋斗役　48 Hour Film Project（福岡）参加作品

### CM
- 1999年 「京都大和学園」
- 1999年 「pool'sリニューアル」
- 2001年 「ユニバーサルスタジオジャパンクリスマス編メイン」
- 2004年 「メガネトップ」SDT
- 2008年 「SONY WALKMAN PLAY YOU」
- 2009年 「湘南乃風　親友よスペシャルサイト」
- 2009年 「eBoostr JAPAN」日本公式サイト
- 2009年 「龍馬伝」（NHK）

### ラジオ
- 2019年　「高須クリニックpresents Yes!日曜酒bar」ABCラジオ　  ゲスト出演　　2019/11/24放送分　2019/12/01放送分
- 2021年　「J-WAVE ALL GOOD FRIDAY」ナビゲーターLiLiCo＆稲葉友 J-WAVE81.3FM　  ゲスト出演　　2021/11/12放送分
- 2023年　「夕方交差点GENKIもって来い！」FMゲンキ  ゲスト出演　　2023/03/23放送分
- 2023年　「CINEMA-EYE　RADIO」ラジオ関西  ゲスト出演　　2023/04/06放送分
- 2024年　「ラピスモーニング」ラジオ関西  ゲスト出演　　2024/12/22放送分
- 2024年　「Feel　The　Moving」FMみやこ　さくらFM  ゲスト出演　　2024/12/26放送分

### 新聞
- 2019年7月09日　神戸新聞明石版　朝刊
- 2022年5月24日　神戸新聞三木版　朝刊

### MV
- 2008年 Dym-T「You've got over」
- 2022年 laufen「桜の便り」

## 雑誌
- 2002年 「SPYMASTER関西版」6月号表紙
- 2002年 「神戸Walker」読者モデル
- 2005年 「GOO関西版」
- 2006年 「カーセンサー」
- 2006年 「レオパレスマガジン8月号」
- 2006年 「東京ウォーカー」
- 2021年 「週刊実話」LiLiCo☆肉食シネマ（2021年11月25日号 No.43 2021年11月11日発売）